# Marktkirche St. Dionys (Eschwege)

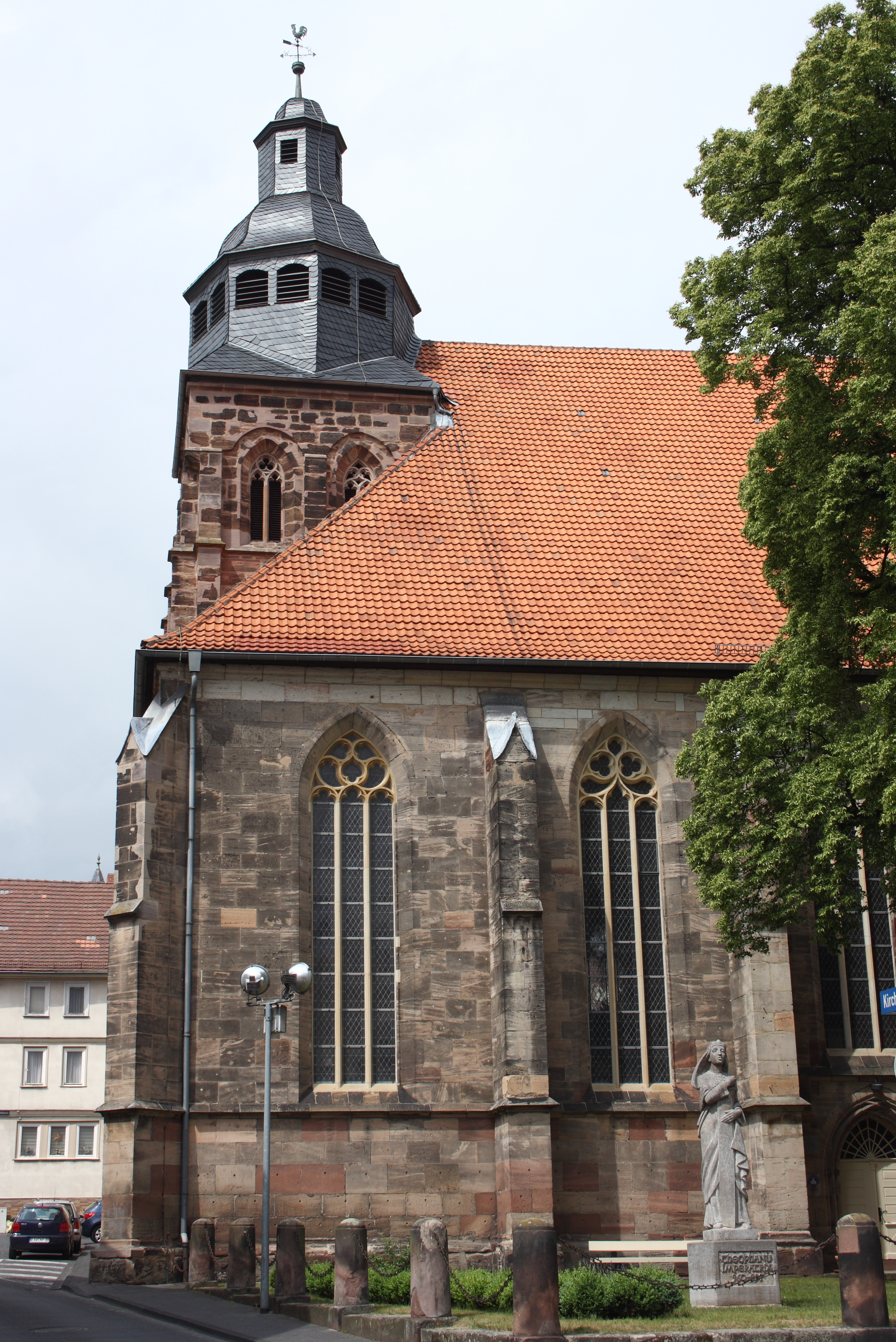
Marktkirche St. Dionys

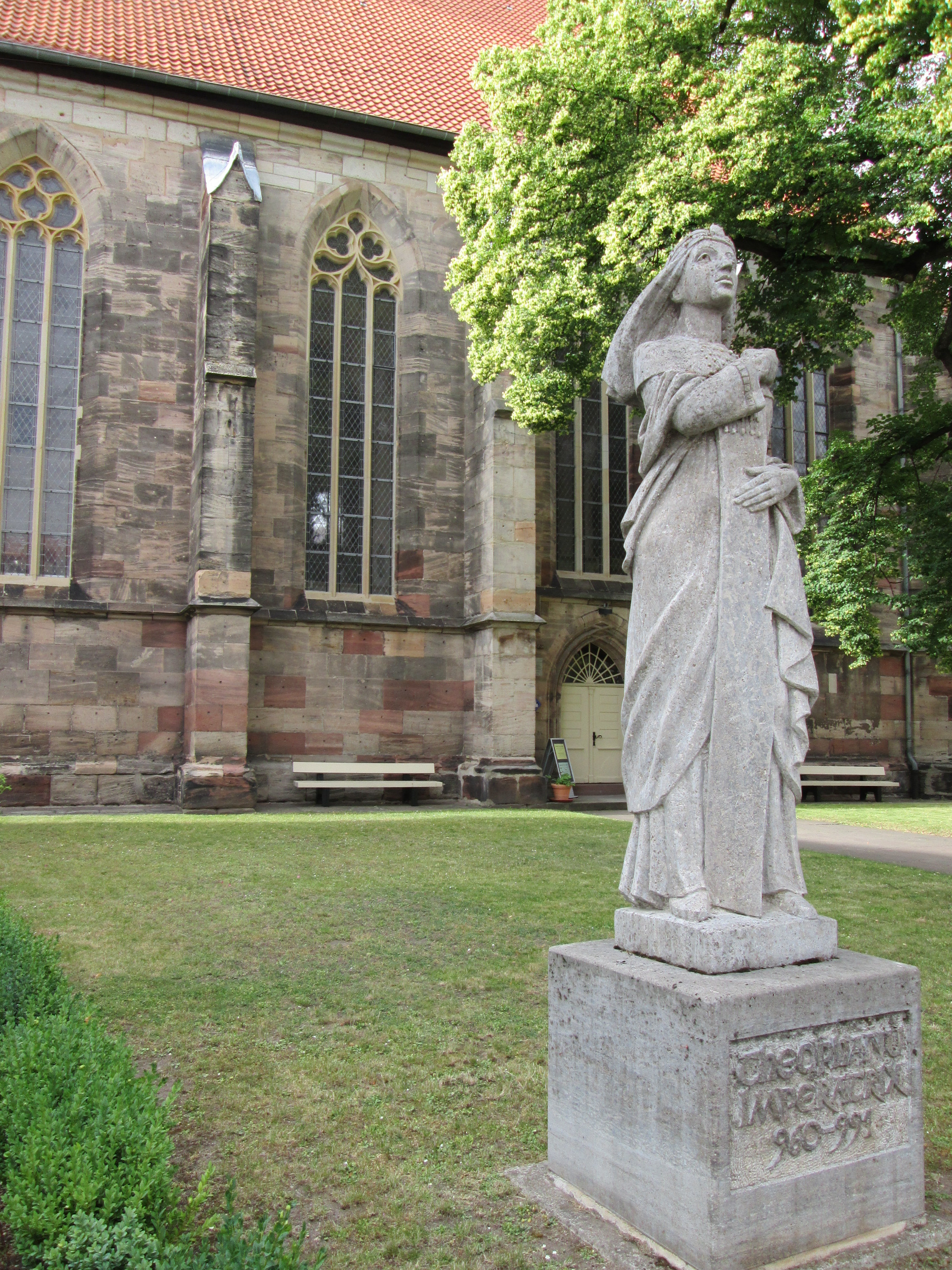
Statue der Theophanu vor der Marktkirche

Die Marktkirche St. Dionys, auch Altstädter Kirche genannt, ist die Pfarrkirche der evangelischen Stadtkirchengemeinde Eschwege-Altstadt in Eschwege im hessischen Werra-Meißner-Kreis. Die Marktkirche ist das älteste Kirchengebäude der Stadt und wurde im 15. Jahrhundert an der Stelle mehrerer Vorgängerbauten im Stil der Gotik errichtet. Sie stand ursprünglich unter dem Patrozinium des Dionysius von Paris, des ersten Bischofs von Paris, der im 3. Jahrhundert den Märtyrertod erlitt.

## Geschichte
Ein erstes Kirchengebäude geht vermutlich auf ein Kanonissenstift zurück, das Sophia, Tochter von Kaiser Otto II. und spätere Äbtissin von Gandersheim und Essen, Ende des 10. Jahrhunderts in Eschwege gründete. Eine Skulptur vor der Kirche erinnert an ihre Mutter Theophanu, die das Königsgut Eschwege als Morgengabe erhalten hatte. Weitere Kirchenbauten folgten in der ersten und zweiten Hälfte des 12. Jahrhunderts. Ende des 13. Jahrhunderts wurde eine größere Kirche errichtet, von der noch die unteren Geschosse des Westturms und ein Rundbogen unter der Empore erhalten sind.
Einer Inschrift an der Südwand des Chores zufolge wurde 1441 der Grundstein für den Chor der heutigen Marktkirche gelegt. Eine Inschrift am Südportal nennt das Jahr 1466 als Datum der Grundsteinlegung für das Langhaus. Mit der Fertigstellung der Netz- und Sterngewölbe im Jahr 1521 war dieser Kirchenbau abgeschlossen.
1526 führte Landgraf Philipp die Reformation in Hessen ein und St. Dionys wurde evangelische Pfarrkirche. Im 17. Jahrhundert, als Eschwege für kurze Zeit Residenzstadt der Landgrafen von Hessen war, wurde unter dem Chor eine Gruft eingebaut, in der Landgraf Friedrich und seine Familie beigesetzt sind. Während des Dreißigjährigen Krieges kam es zur Brandschatzung durch die kaiserlichen Truppen, wobei ein großer Teil der Stadt niedergebrannt wurde und auch die Marktkirche Schaden erlitt. Die alten Kirchenfenster wurden dabei zerstört. 1650 erhielt die Kirche ihr hohes Satteldach. Da auch der Turm gebrannt hatte, wurde 1656 eine neue Haube aufgesetzt. 1657 wurden die seitlichen Emporen eingebaut. Ende des 17. Jahrhunderts folgten die Kanzel, die Westempore und die Orgel.

## Architektur
Das vierjochige Langhaus ist eine Stufenhalle mit drei Schiffen. Ein leicht zugespitzter Triumphbogen führt zu dem um zwei Stufen erhöhten, einjochigen Chor mit Fünfachtelschluss. Das Schiff gliedern kantonierte Pfeiler, deren Dienste mit Kapitellen verziert sind. Von den Gewölbeschlusssteinen ist nur noch einer über der Südempore mit der Darstellung des heiligen Georgs erhalten. An der Südwand sind zwei Wandkonsolen mit Engelsfiguren zu sehen, die Schilde mit den Leidenswerkzeugen Christi halten.
Ungewöhnlich ist die im 19. Jahrhundert eingebaute Empore unter den Chorfenstern.

## Bleiglasfenster

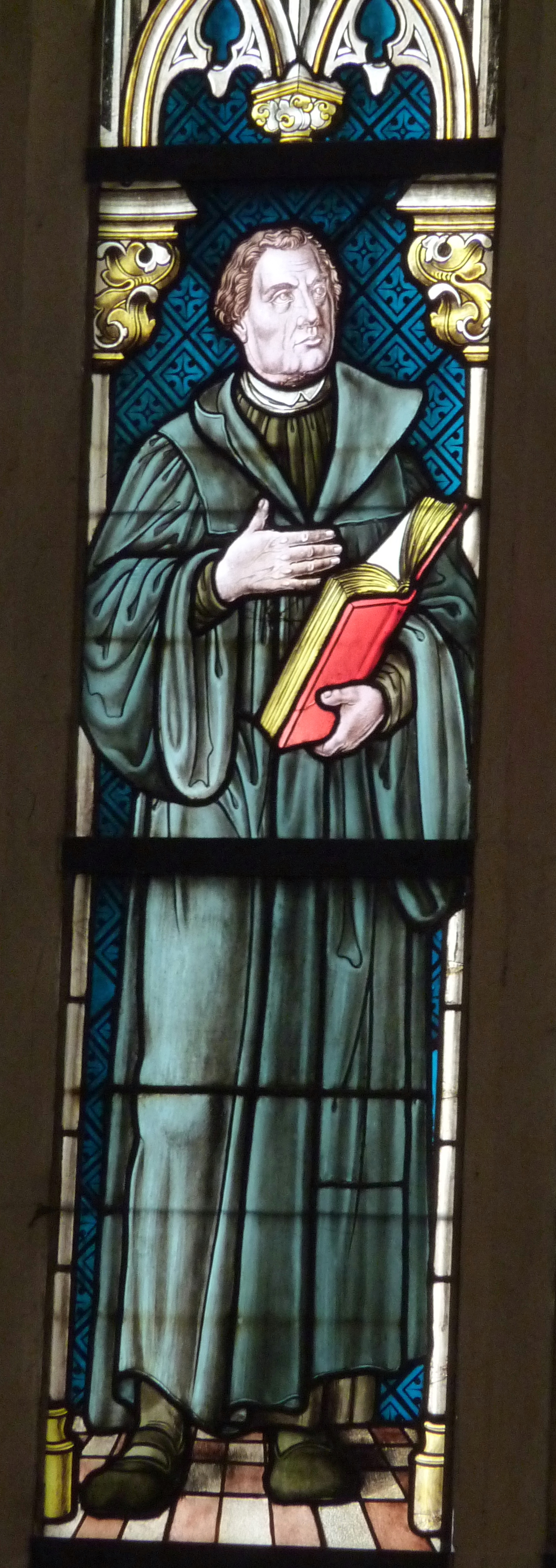
Martin Luther

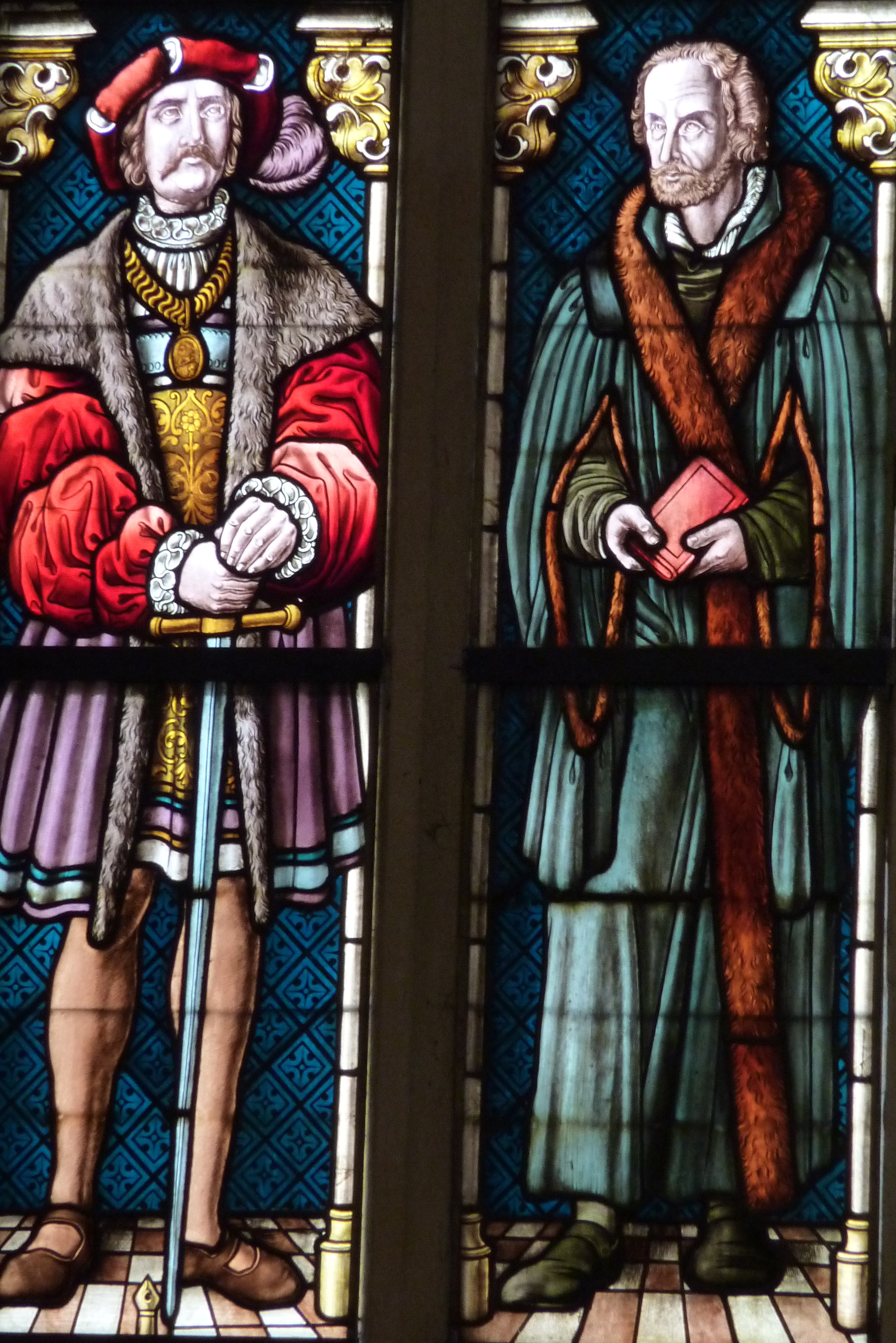
Landgraf Philipp I. und Philipp Melanchthon

Die zwei- und dreiteiligen Maßwerkfenster im Chor besitzen eine Bleiverglasung, die zwischen 1894 und 1901 von der Glasmalerei K. J. Schultz in Marburg ausgeführt wurde. Die beiden mittleren Fenster stellen die Kreuzigung und Auferstehung Christi dar. Auf dem linken Chorfenster wird Jesus dargestellt, der die Kinder segnet. Das rechte Fenster hat die Taufe der heiligen Lydia durch den Apostel Paulus zum Thema. Das sogenannte Reformatorenfenster ist Martin Luther und Philipp Melanchthon gewidmet, in deren Mitte der hessische Landgraf Philipp I. vertreten ist.

## Emporenbilder
An der Emporenbrüstung unter der Orgel befinden sich Darstellungen musizierender Frauengestalten, die 1684 angebracht wurden. Auf den mittleren Szenen sind eine weibliche Figur mit einer Notenrolle, eine Frau mit einer Lyra, eine Frau mit einer Blockflöte und eine weitere Frau mit einer Laute dargestellt. Die seitlichen Bilder zeigen rechts eine Frau mit einem Jagdhorn und eine Frau mit einem Psalterion und links eine Frau mit einer Bassgambe und eine Frau mit einer Violine. Auffällig ist, dass alle Frauen barfuß dargestellt sind.

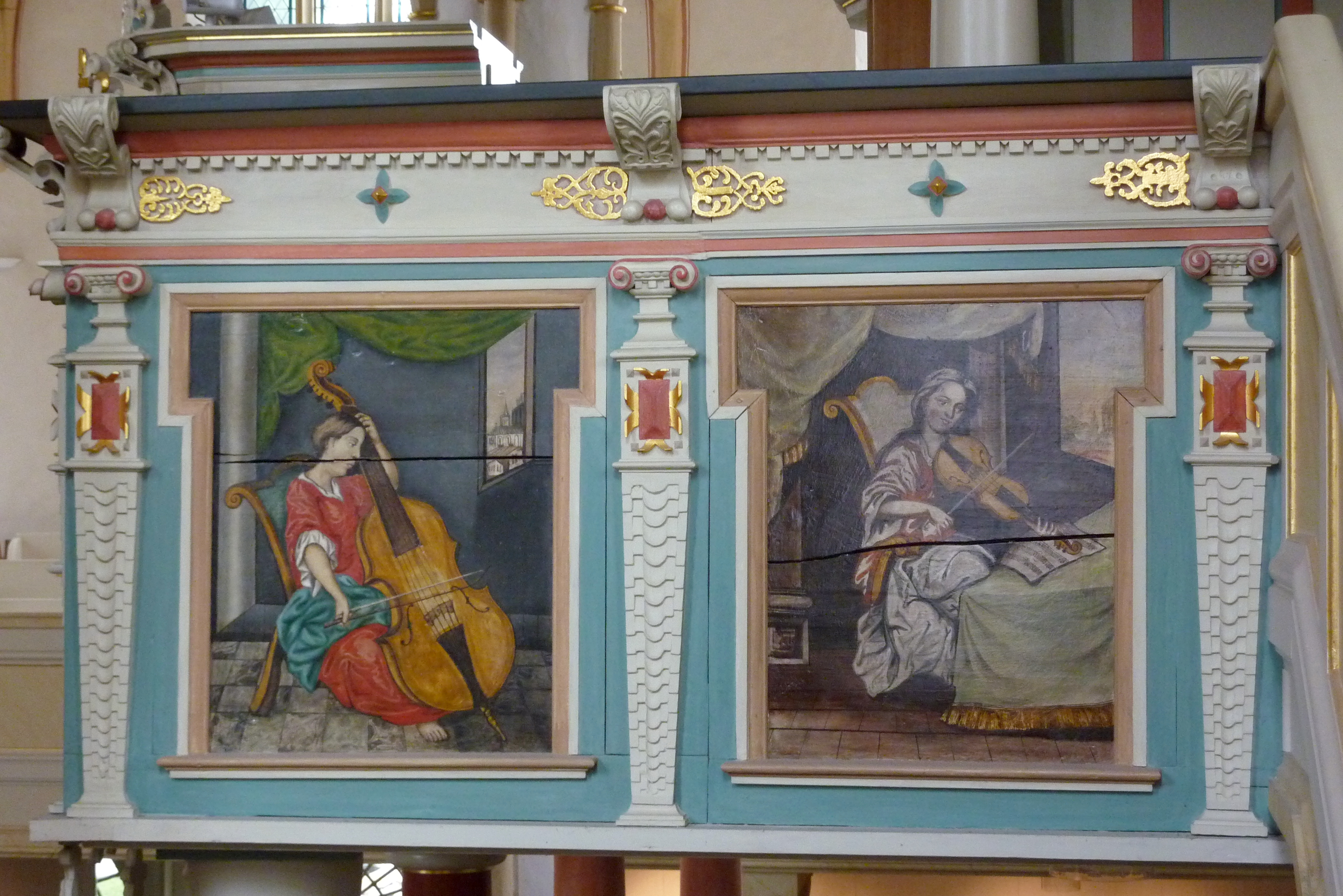
Emporenbilder

## Kanzel
Die Kanzel aus der zweiten Hälfte des 17. Jahrhunderts weist eine reiche Verzierung auf.

## Orgel

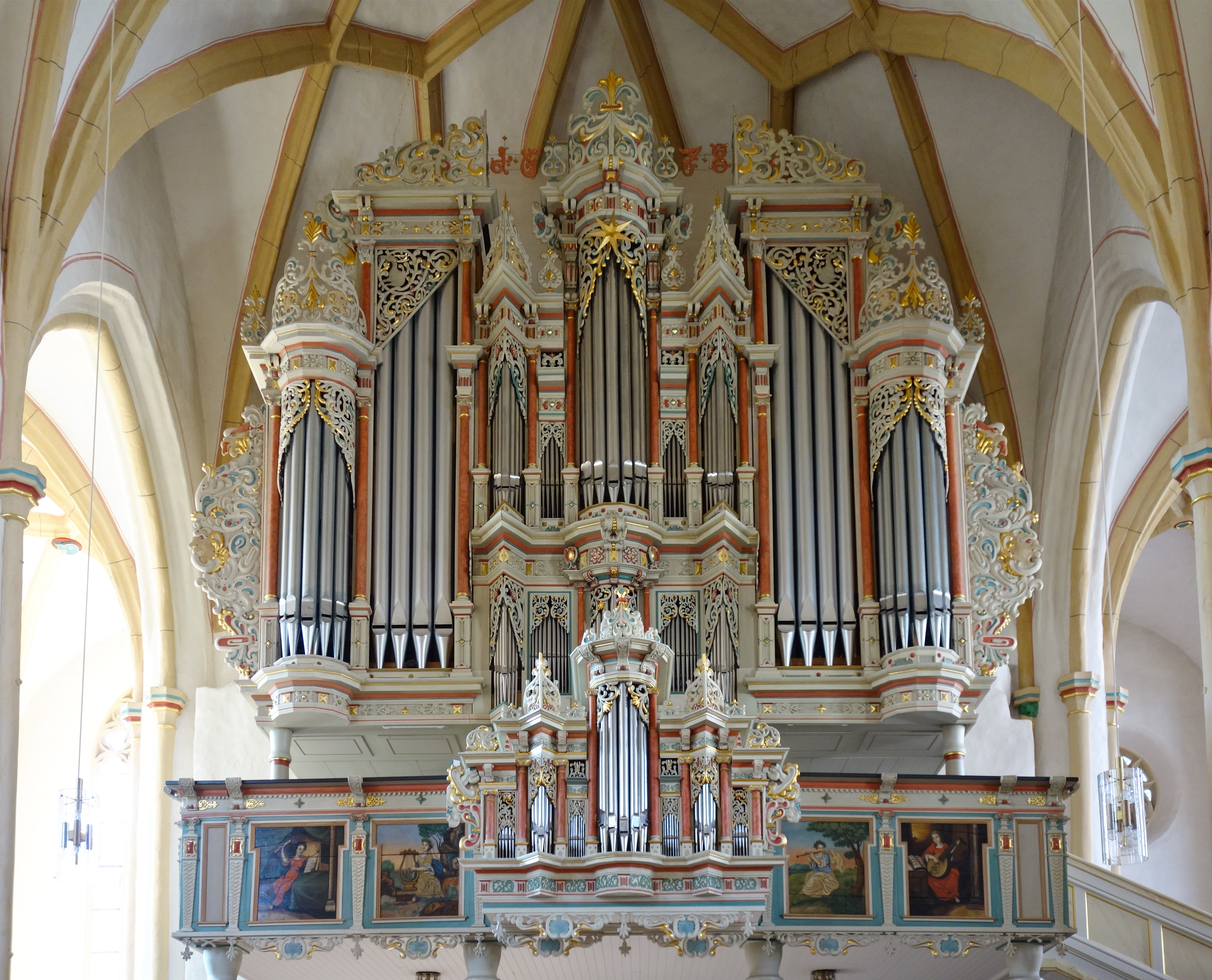
Orgelprospekt von Jost Friedrich Schaeffer von 1677/79

Der reichverzierte Orgelprospekt wurde 1677/79 von dem Orgelbauer Jost Friedrich Schäffer im Knorpelstil geschaffen. In den Ornamenten sind die Darstellungen von Tieren und Köpfen versteckt. Es sind ein Hahn, ein Hirsch und, in Blumen und Laubwerk verschlungen, die Jahreszahl 1678 zu erkennen. Die männlichen Köpfe werden als Grüner Mann gedeutet, ein bereits in mittelalterlichen Kirchen gebräuchliches Symbol für die Natur. Das Orgelwerk wurde im Laufe der Zeit mehrfach umgebaut und erneuert. Im 19. Jahrhundert wurde das Rückpositiv als Unterpositiv in das Gehäuse des Hauptwerks integriert. Conrad Euler II. ersetzte 1907 das Innenwerk durch eine neue Orgel mit pneumatischen Kegelladen. 1963 erfolgte eine Umdisponierung des Werks und 1984 ein Neubau durch die Firma Hammer im historischen Gehäuse. Das Instrument verfügt über 30 Register auf drei Manualen und Pedal.

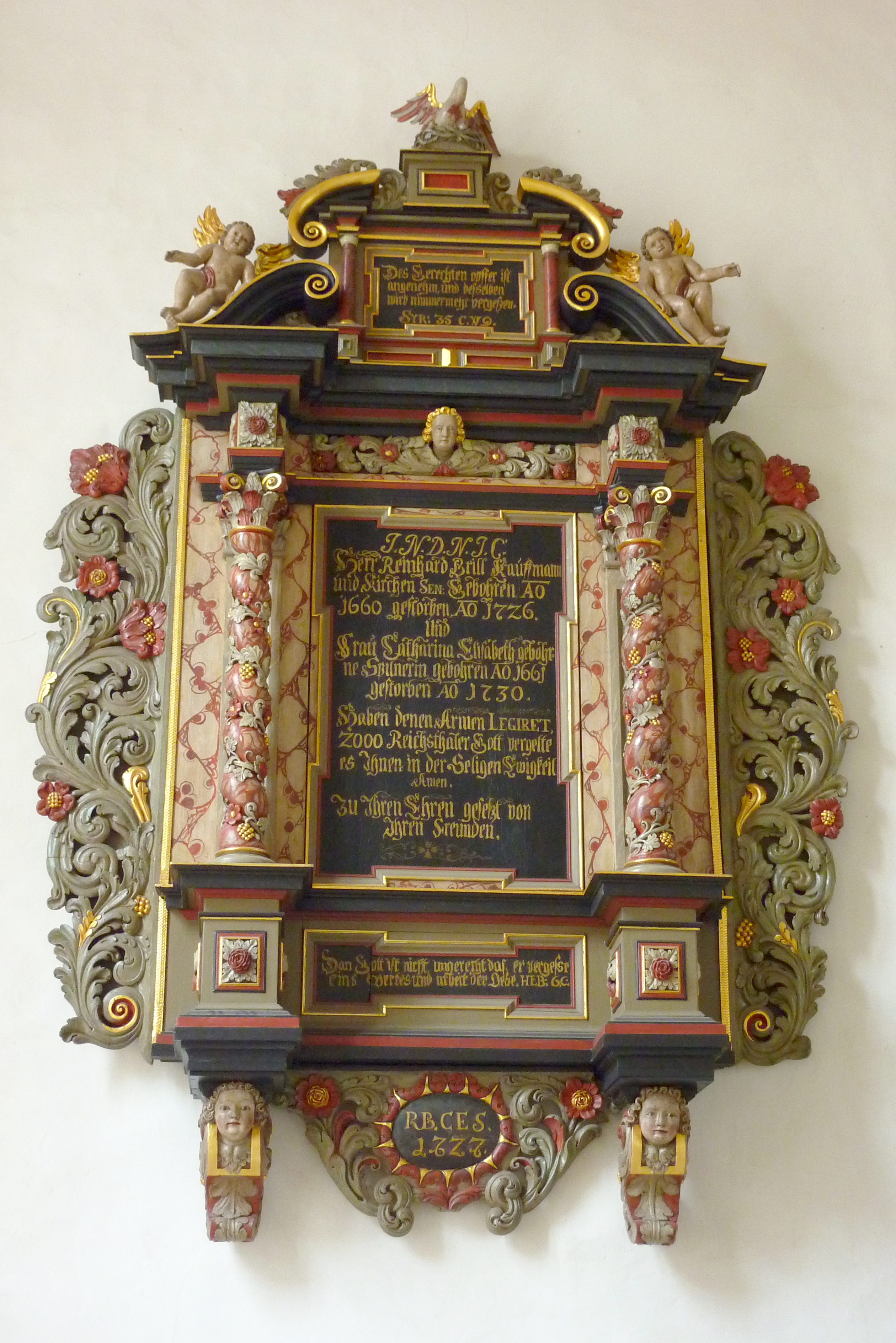
Epitaph für Reinhard und Elisabeth Brill

| I Rückpositiv C– |       |
| Gedackt          | 8′    |
| Quintaton        | 8′    |
| Prinzipal        | 4′    |
| Rohrflöte        | 4′    |
| Oktav            | 2′    |
| Quinte           | 1 ⁄3′ |
| Sesquialtera II  |       |
| Scharf IV        |       |
| Holzregal        | 8′    |
| Tremulant        |       |

| II Hauptwerk C– |     |
| Pommer          | 16′ |
| Prinzipal       | 8′  |
| Gedakt          | 8′  |
| Oktav           | 4′  |
| Spitzflöte      | 4′  |
| Nasard          | 3′  |
| Flachflöte      | 2′  |
| Mixtur V        |     |
| Trompete        | 8′  |

| III Brustwerk C– |     |
| Gedakt           | 8′  |
| Kornett II–IV    |     |
| Rankett          | 16′ |
| Schalmei         | 8′  |

| Pedalwerk C– |     |
| Prinzipal    | 16′ |
| Subbass      | 16′ |
| Oktav        | 8′  |
| Pommer       | 8′  |
| Bassflöte    | 4′  |
| Posaune      | 16′ |
| Trompete     | 8′  |
| Klarine      | 4′  |

## Epitaphien
- Epitaph für Konrad Brill, Sohn von Reinhard und Elisabeth Brill
- Epitaph für Reinhard und Elisabeth Brill, von 1727

## Kulturdenkmal
Wegen ihrer künstlerischen, geschichtlichen und städtebaulichen Bedeutung ist die Marktkirche ein geschütztes Kulturdenkmal. Dazu gehören auch die alte Linde vor der Kirche, die den Bereich des unteren Marktplatzes prägt und deren Pflanzdatum unbekannt ist, die Sandsteinsäulen der Einfriedung sowie der vor der Kirche aufgestellte achteckige Brunnen mit den sechs Wasserläufen. Er stand früher hinter der ehemaligen städtischen Mädchenschule auf dem Schulberg, die nach den Plänen des Landbaumeisters Anton Jacob Spangenberg erbaut wurde. In der Bauzeit der Schule, um 1828, entstand auch der klassizistische Brunnen aus Sandstein. Innerhalb der Einfriedung steht die Statue der Kaiserin Theophanu der Kasseler Bildhauerin Karin Bohrmann.